# Абивил (Канзас)
Абивил (енгл. Abbyville) град је у америчкој савезној држави Канзас.

## Демографија
По попису из 2010. године број становника је 87, што је 41 (-32,0%) становника мање него 2000. године.
| Група             | 2000.       | 2010.      |
| Белци             | 125 (97,7%) | 84 (96,6%) |
| Афроамериканци    | 0 (0,0%)    | 0 (0,0%)   |
| Азијати           | 0 (0,0%)    | 0 (0,0%)   |
| Хиспаноамериканци | 0 (0,0%)    | 1 (1,1%)   |
| Укупно            | 128         | 87         |